# تپه سیدها
تپه سیدها مربوط به دوره ساسانی است و در شهرستان درگز، جنوب روستای سیدها واقع شده و این اثر در تاریخ ۲۴ آبان ۱۳۸۵ با شمارهٔ ثبت ۱۶۳۳۰ به‌عنوان یکی از آثار ملی ایران به ثبت رسیده‌است.